# 평택호휴게소
평택호휴게소(Pyeongtaekho Service Area,^平澤湖休憩所), 평택호휴게소 나들목(Pyeongtaekho Interchange)은 경기도 평택시 현덕면에 위치한 익산평택고속도로의 휴게소, 나들목이다.  2024년 12월 10일에 개통되었다. 양방향 휴게소가 통합형으로 존재한다.

## 연혁
- 2024년 12월 10일 : 휴게소 신설 개장과 함께 평택호휴게소로 영업 개시[2]

## 나들목 구조물 정보
- 위치:  경기도 평택시 현덕면 권관리

## 시설
- 주차장
- 현금 자동 입출금기
- 전기차 충전소
- 화장실
- 수유실
- 식당 : 서울댁, 일월분식, 생활 덮밥, 호현 돈까스, 서래식당, 무궁화반점, 퍼부어, 샤이바나
- 전문식당 : 노브랜드 버거, 153포인츠 부대찌개, 수누리 감자탕
- 브랜드매장 : CU, 파스쿠찌, 탐앤탐스, 공차
- 간식류 : 호두과자, 핫도그, 어묵, bhc, 떡볶이, 오징어구이, 리앙, 씨즐링, 만두, 김밥, JEJUICE, 담따 젤라앤, 토스트, 닭강정, 홍콩다, 스낵엔조잇, 델리만쥬, 평택호분식
- 정유소,LPG충전소 : SK에너지

## 전후
평택 방향
- 영인 나들목 ← 평택호휴게소 ← 현덕 분기점
- 예산 예당호 휴게소 ← 평택호휴게소 ← 고속도로 시점

부여 방향
- 영인 나들목 → 평택호휴게소 → 예산 예당호 휴게소
- 예산 예당호 휴게소 → 평택호휴게소 → 고속도로 종점

## 다음 휴게소
- 하행 : 익산평택고속도로 예산 예당호 휴게소 38km[3]